# 16 Wojskowy Oddział Gospodarczy
16 Wojskowy Oddział Gospodarczy (16 WOG) – jednostka logistyczna Sił Zbrojnych Rzeczypospolitej Polskiej. Realizuje zadania zabezpieczenia finansowego i logistycznego jednostek i instytucji wojskowych na swoim terenie odpowiedzialności.

## Formowanie i zmiany organizacyjne
Na podstawie decyzji Ministra Obrony Narodowej nr Z-105/Org./P1 z 9 grudnia 2010  oraz rozkazu wykonawczego szefa Inspektoratu Wsparcia SZ nr PF-19/Org. z 9 marca 2011 rozpoczęto formowanie Oddziału. Z dniem 1 stycznia 2012 jednostka rozpoczęła statutową działalność .
21 czerwca 2011 jednostka budżetowa „16 WOG w Drawsku Pomorskim”  połączona została z jednostkami budżetowymi : 
- 2 Brygadą Zmechanizowaną w Złocieńcu
- Centrum Szkolenia Wojsk Lądowych Drawsko w Olesznie
- 104 batalionem zabezpieczenia w Wałczu.

## Symbole oddziału
Odznaka pamiątkowa
Minister Obrony Narodowej decyzją nr 92/MON z 29 marca 2012 wprowadził odznakę pamiątkową Oddziału. Odznakę pamiątkową stanowi czarny krzyż maltański z pomarańczową obwódką na obrzeżach. Na krzyżu umieszczono herb Drawska Pomorskiego. Pomiędzy ramionami krzyża znajduje się miecz skrzyżowany ze stylizowanym kłosem w barwach srebra oksydowanego. W tle srebrzysty wieniec zębaty . 
Oznaka rozpoznawcza
Minister Obrony Narodowej decyzją nr 323/MON z 9 października 2012 wprowadził oznakę rozpoznawczą Oddziału .

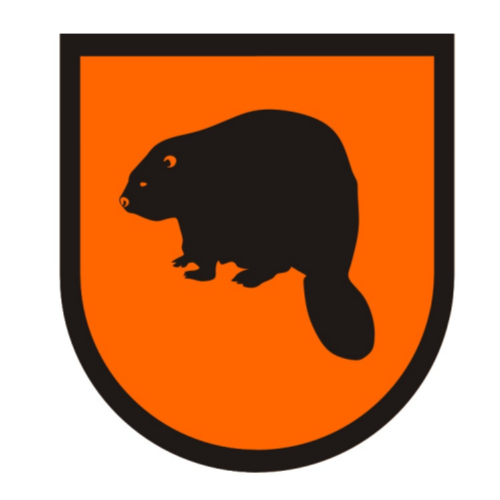
Oznaka rozpoznawcza

## Żołnierze WOG
| Komendanci WOG           | Komendanci WOG           |
| Stopień, imię i nazwisko | Okres pełnienia służby   |
| ------------------------ | ------------------------ |
| ppłk Mirosław Sowiński   | 1 IV 2011 – 30 III 2015  |
| ppłk Paweł Mela          | 30 III 2015 – 21 XI 2016 |
| ppłk Artur Prabucki      | 2 I 2017 – 28 IX 2018    |
| ppłk Artur Danił         | 5 XI 2018 – 30 III 2020  |
| ppłk Bogusław Pisała     | 15 VI 2020 – 31 I 2022   |
| ppłk Mariusz Biłec       | 31 I 2022 – obecnie      |